# George Ciantar
George Ciantar (15 marzo 1953) è un ex calciatore maltese, di ruolo difensore.

## Carriera

### Nazionale
Ha collezionato quindici presenze con la propria Nazionale.